# Paskasaari (ö i Norra Österbotten)
Paskasaari är en ö i Finland. Den ligger i sjön Kurkijärvi och Tuuliainen och i kommunen Kuusamo i den ekonomiska regionen  Koillismaa ekonomiska region  och landskapet Norra Österbotten, i den nordöstra delen av landet, 700 km norr om huvudstaden Helsingfors. Öns area är 0,7 hektar och dess största längd är 180 meter i öst-västlig riktning.